# Pachyolpium fuscipalpum
Pachyolpium fuscipalpum är en spindeldjursart som först beskrevs av William B. Muchmore 1977.  Pachyolpium fuscipalpum ingår i släktet Pachyolpium och familjen Olpiidae. Inga underarter finns listade i Catalogue of Life.